# Niessèga
Niessèga est une commune rurale située dans le département de Gourcy de la province du Zondoma dans la région Nord au Burkina Faso.

## Géographie
Grande commune du sud du département située sur la rive sud de la rivière Kourougui, Niessèga se trouve à environ 12 km au sud du centre de Gourcy, le chef-lieu du département, et 25 km au nord de Yako. La ville est traversée par la route nationale 2 reliant le centre et le nord du pays.

## Histoire
La commune de Niessèga a signé un jumelage avec la commune française de Olonne-sur-Mer.

## Économie
L'économie de Niessèga est basée sur l'agriculture et surtout les maraîchages au nord de la ville, ainsi que l'élevage, activités permises grâce à la proximité de la Kourougui pour l'irrigation. Elle profite également de sa position sur la RN2 entre  Gourcy et Yako pour les échanges commerciaux, grâce notamment à son important marché historique.

## Santé et éducation
Niessèga accueille un centre de santé et de promotion sociale (CSPS) tandis que le centre médical (CM) de la province se trouve à Gourcy.
Niessèga possède plusieurs écoles primaires, un collège et un lycée : le collège devenu lycée d'enseignement général (LEG) et le collège privé Naabassaga reconnu par l'État.